# Politomia

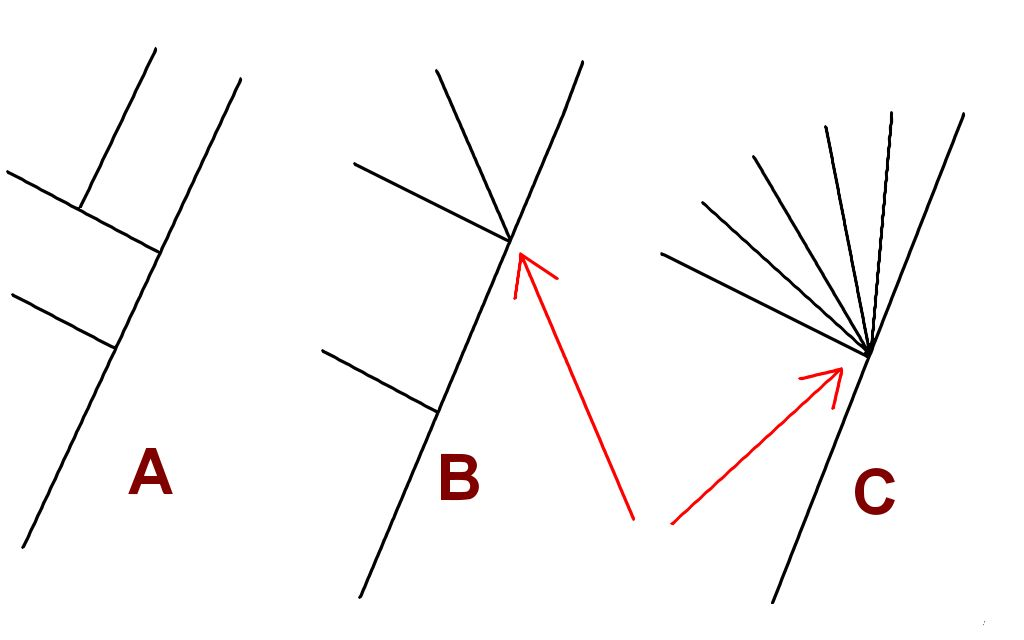
Różne rodzaje politomii:
A – w pełni rozwikłana,
B – częściowo rozwikłana,
C – „drzewo gwiezdne”

Politomia – w filogenetyce termin określający węzeł na kladogramie, z którego wychodzą co najmniej trzy linie ewolucyjne, stanowiące grupy siostrzane. Węzeł z którego wychodzą jedynie dwaj bezpośredni potomkowie, jest określany jako dychotomia, czyli politomia rozwikłana. Kladogram składający się wyłącznie z dychotomii nazywany jest w pełni rozwikłanym, zaś obejmujący zarówno dychotomie, jak i politomie – częściowo rozwikłanym. Politomie mogą reprezentować dwa różne przypadki – w pierwszym, sytuacja w której z jednego przodka w wyniku kladogenezy ewoluuje bezpośrednio co najmniej kilka linii ewolucyjnych, nazywana jest „twardą politomią”. W drugim przypadku osoba przedstawiająca politomię na kladogramie nie stwierdza, że wszystkie grupy siostrzane są potomkami jednego przodka, jednak pozostaje niejasne, która hipoteza ich filogenezy jest najlepsza – taki węzeł określa się terminem „miękkiej politomii”. Obecnie jest to częściej spotykane znaczenie politomii. Badanie różnic pomiędzy tymi dwoma alternatywnymi punktami widzenia jest bardzo trudne, gdyż w analizie filogenetycznej „miękkie politomie” nie wykazują żadnych cech zdecydowanie odróżniających je od „twardych politomii”.
Politomia obejmująca trzy linie potomne nazywana jest trychotomią, cztery – tetrachotomią, pięć – pentachotomią, sześć – heksachotomią, siedem – heptachotomią itd.